# Halictus pyrenaeus
Halictus pyrenaeus is een vliesvleugelig insect uit de familie Halictidae. De wetenschappelijke naam van de soort is voor het eerst geldig gepubliceerd in 1903 door Pérez.